# Enrique Díez-Canedo

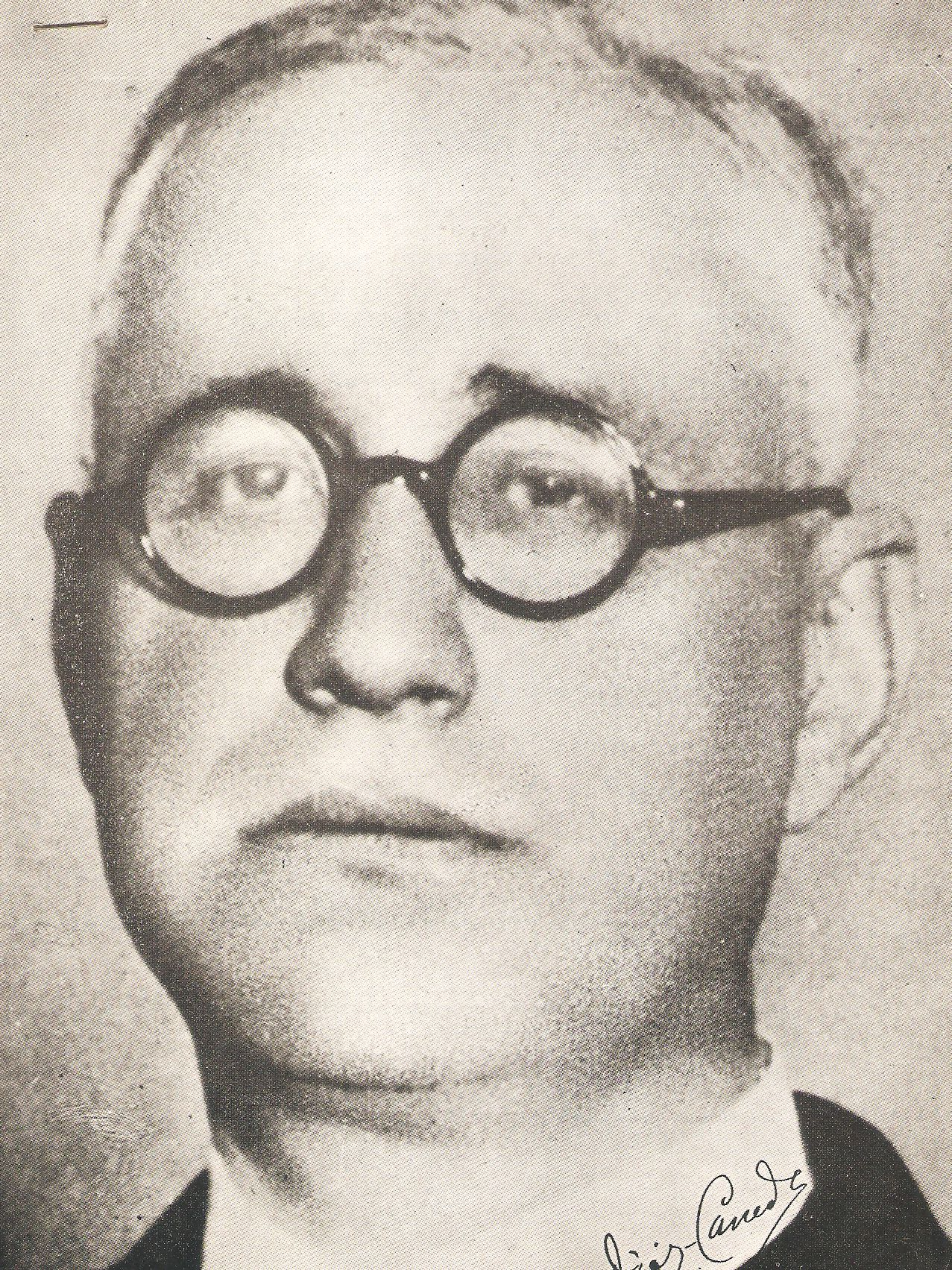
Enrique Díez-Canedo

Enrique Díez-Canedo (* 1879 in Badajoz; † 7. Juni 1944 in Mexiko) war ein spanischer Schriftsteller.

## Leben
Díez-Canedo lebte nach seinem Rechtswissenschaftsstudium zunächst in Madrid und Barcelona, nach dem Spanischen Bürgerkrieg dann in USA. Er übte nachhaltigen Einfluss auf das Madrider Geistesleben aus, wobei er wegen seiner fachlich fundierten und interessanten Vorträge ein gern gesehener Referent war. Seine Theater- und Literaturkritiken waren bei Kulturinteressierten sehr beliebt. Er wirkte als Professor und zeitweise auch Direktor an der Escuela Central de Idiomas und war darüber hinaus im diplomatischen Dienst beschäftigt. Im Jahre 1935 wurde er Mitglied der Spanischen Akademie. Seine Lyrik zeigt ideelle Anknüpfungen an die Gedanken der „Generation von 1898“, nachhaltig geprägt vom Modernismus und mit deutlichen Bezügen zu Rubén Darío und Juan Ramón Jiménez. Auch Werke der zeitgenössischen Gegenwartsliteratur aus Frankreich, Italien und England haben im Werk Díez-Canedos nachweisbare Spuren hinterlassen. Seine große Bedeutung für die spanische Literaturgeschichte liegt aber weniger in seiner künstlerischen Tätigkeit als vielmehr in seinen literaturkritischen Arbeiten, die sich durch breitgefächerte Bildung, nüchtern-objektive Denkstrukturen und treffsichere Urteilskraft auszeichnen. 

## Werke
- Versos de las horas, 1906
- La visita del sol, 1907
- Conversaciones literarias, 1921
- Epigramas americanos, 1928
- Los dioses en el Prado, 1931

| Personendaten    | Personendaten             |
| ---------------- | ------------------------- |
| NAME             | Díez-Canedo, Enrique      |
| KURZBESCHREIBUNG | spanischer Schriftsteller |
| GEBURTSDATUM     | 1879                      |
| GEBURTSORT       | Badajoz                   |
| STERBEDATUM      | 7. Juni 1944              |
| STERBEORT        | Mexiko                    |